# Chihuo zao
Chihuo zao là một loài bướm đêm trong họ Geometridae.